# Bataille de l'île de Rennell
Seconde Guerre mondiale - Pacifique
Batailles
Campagne de Guadalcanal

Terrestres : 
- Tulagi et Gavutu–Tanambog
- Tenaru
- Edson's Ridge
- Rivière Matanikau
- Henderson Field
- Offensive de la Matanikau
- Koli Point
- Carlson's patrol
- Monts Austen

Navales :
- Île de Savo
- Salomon orientales
- Cap Espérance
- Îles Santa Cruz
- Bataille navale de Guadalcanal
- Tassafaronga
- Ke
- Îles de Renell

La bataille de l'île de Rennell est une bataille navale de la guerre dans le Pacifique pendant la Seconde Guerre mondiale, qui a eu lieu les 29 et 30 janvier 1943 entre la Marine impériale japonaise et des forces navales alliées comprenant des forces américaines et australiennes. La bataille, qui s'insère dans le cadre de la longue campagne de Guadalcanal et donc de la campagne des îles Salomon, a eu lieu entre l'île de Rennell et l'île de Guadalcanal dans les îles Salomon.
Au cours de cette bataille, des bombardiers japonais qui protégeaient une flotte envoyée pour évacuer les troupes japonaises de Guadalcanal attaquèrent pendant deux jours au sud de Guadalcanal, à plusieurs reprises, des bâtiments de guerre américains faisant partie d'une force opérationnelle qui amenait des troupes fraîches sur l'île.
À la suite de la bataille, une victoire japonaise où un croiseur lourd américain est coulé et un destroyer gravement endommagé, la Task Force américaine se retira des Salomon, laissant les Japonais procéder au retrait de leurs dernières troupes de Guadalcanal. Le 7 février 1943, les dernières troupes japonaises avaient évacué l'île, laissant celle-ci entre les mains alliées, ce qui mettait fin à la campagne de Guadalcanal.

## Contexte

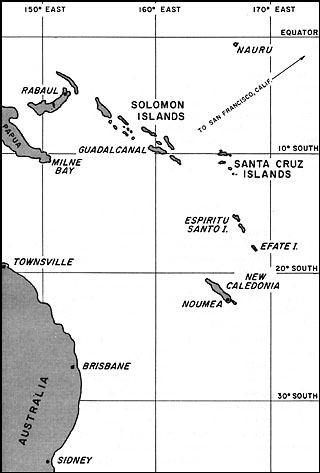
Plan de la zone en 1942.

Le 7 août 1942, les forces alliées (principalement américaines) débarquèrent à Guadalcanal, à Tulagi et aux îles Florida dans l'archipel des îles Salomon. Les débarquements sur ces îles étaient destinées à empêcher les Japonais de s'en servir comme base pour lancer des attaques contre les voies d'approvisionnement entre les États-Unis et l'Australie. Ces débarquements permettraient également d'établir ces îles comme points de départ pour une campagne pouvant isoler la principale base japonaise à Rabaul, tout en soutenant la campagne alliée en Nouvelle-Guinée. Les débarquements furent le début de la campagne de Guadalcanal, qui dura six mois.
La dernière grande tentative des Japonais pour chasser les forces alliées de Guadalcanal et de Tulagi échoua lors de la décisive bataille navale de Guadalcanal au début de novembre 1942. Par la suite, la Marine japonaise fut seulement en mesure de ravitailler ses troupes en nourriture et de débarquer quelques troupes de remplacement pour ses forces armées à Guadalcanal. En raison de la menace de l'aviation alliée basée à Henderson Field, sur l'île de Guadalcanal, à laquelle s'ajoutait la proximité des porte-avions américains, les Japonais ravitaillaient de nuit, le plus souvent grâce à leurs destroyers ou leurs sous-marins, dans des opérations que les Alliés baptisèrent le "Tokyo Express". Cependant, les ravitaillements et les renforts ne furent pas suffisants pour soutenir les troupes japonaises sur l'île, qui à partir du 7 décembre 1942, perdaient environ 50 hommes chaque jour à cause de la malnutrition, des maladies et des attaques alliées aériennes ou terrestres. Le 12 décembre 1942, la Marine japonaise proposa à l'État-major Impérial d'abandonner Guadalcanal. En dépit de l'opposition initiale des chefs de l'armée de terre, qui espéraient pouvoir lancer une nouvelle tentative de reconquête de l'île le 31 décembre 1942, le quartier général impérial, avec l'approbation de l'empereur, décida d'évacuer toutes les forces japonaises de l'île et d'établir une nouvelle ligne de défense pour les îles Salomon à partir de la Nouvelle-Géorgie.
L'évacuation, désignée sous le nom de code Opération Ke (ケ 号 作戦), devait commencer le 14 janvier 1943. L'un des points importants de ce plan était une campagne de supériorité aérienne à partir du 28 janvier 1943, pour empêcher les avions alliés ou les navires de guerre de perturber la phase finale de l'opération, qui était bien l'évacuation de toutes les troupes japonaises de Guadalcanal.
Les forces alliées interprétèrent les préparatifs japonais comme la préparation d'une nouvelle offensive japonaise pour essayer de reprendre Guadalcanal. Dans le même temps, l'amiral William Halsey Jr., le commandant allié de la zone de combat, était sous la pression de ses supérieurs pour terminer la relève du 2e Régiment de Marines, qui participait aux combats sur Guadalcanal depuis le débarquement du mois d'août, par des troupes fraîches de l'Armée de terre. Halsey espérait profiter de ce qu'il croyait être une offensive japonaise imminente pour attirer les forces navales japonaises dans une bataille, en remplaçant au même moment ses troupes de Guadalcanal. Le 29 janvier 1943, Halsey envoya cinq Task Forces au sud de l'archipel des Salomon pour assurer la couverture d'un convoi de secours et engager toute force navale japonaise à portée de combat. Ces cinq task forces comprenaient deux porte-avions, deux porte-avions d'escorte, trois cuirassés, 12 croiseurs, et 25 destroyers.
Face à ce tableau de[pas clair] forces opérationnelles, il y avait le Task Group 62.8, un convoi de transport de troupes composé de quatre navires de transports et de quatre destroyers. À l'avant de ce convoi, entre l'île de Rennell et Guadalcanal, se trouvait la Task Force 18 (TF 18) du contre-amiral Robert C. Giffen, un groupe d'appui rapproché composé des croiseurs lourds Wichita, Chicago et Louisville, des croiseurs légers Montpelier, Cleveland et Columbia, des porte-avions d'escorte Chenango et Suwannee et de huit destroyers. L'amiral Giffen commandait la TF 18 à partir du Wichita. Une task force aéronavale de la flotte - constituée autour de l'Enterprise - faisait route à environ 220 milles marins (400 km) à l'arrière du TG 62.8 et de la TF 18. Les autres task forces de porte-avions et de cuirassés se trouvaient environ 130 milles marins (240 km) plus loin, en arrière. L'amiral Giffen, avec le Wichita et les deux porte-avions d'escorte, venait tout juste d'arriver dans le Pacifique après avoir participé à l'opération Torch durant la campagne d'Afrique du Nord. En outre, le Chicago était également tout juste de retour dans le Pacifique Sud, après avoir achevé les réparations des dommages subis au cours de la bataille de l'île de Savo près de six mois auparavant.

## Bataille

### Prélude
En plus de la mission de protection du convoi de transport de troupes, la TF 18 était chargée de retrouver un groupe de quatre destroyers américains stationnés à Tulagi, le 29 janvier 1942 à 21 h 0, afin de procéder à une opération de nettoyage de la « rainure » (the « slot ») au nord de Guadalcanal le lendemain, dans le but de protéger le débarquement des troupes. Cependant, les porte-avions d'escorte, sous les ordres du Commodore Ben Wyatt, étaient trop lents (18 nœuds soit 33 km/h) pour permettre à Giffen d'arriver au rendez-vous au moment prévu. C'est pourquoi Giffen laissa les porte-avions d'escorte derrière lui avec deux destroyers à 14:00 et poursuivit sa route à une allure de 24 nœuds (soit 44 km/h). Conscient de la menace des sous-marins japonais que les renseignements alliés estimaient probable dans la région, Giffen mit ses croiseurs et destroyers en formation de défense anti-sous-marine, ne s'attendant pas à une attaque aérienne. Les croiseurs furent alignés sur deux colonnes, espacées de 2 300 m. Les croiseurs lourds USS Wichita, Chicago et Louisville, se trouvaient à tribord, et les croiseurs légers Montpelier, Cleveland  et Columbia à bâbord. Les six destroyers étaient en formation en demi-cercle, 3,2 km (1,7 milles marins) à l'avant des colonnes de croiseurs.
Le groupe de Giffen était traqué par les sous-marins japonais, qui rendaient compte de sa position et de ses mouvements. Vers le milieu de l'après-midi, sur la base des rapports des sous-marins, 16 bombardiers Mitsubishi G4M type 1 du Groupe aérien 705 (705AG) et 16 bombardiers Mitsubishi G3M type 96 du Groupe aérien 701 (701AG) décollèrent de Rabaul chargés de torpilles pour attaquer le groupe de Giffen. Un Type 96 revint à la base en raison d'un problème de moteur, réduisant la force d'attaque à 31 bombardiers. Le lieutenant Tomo Nakamura commandait les appareils du 705AG, tandis que le capitaine Joji Hagai commandait les avions du 701AG.

### Le 29 janvier

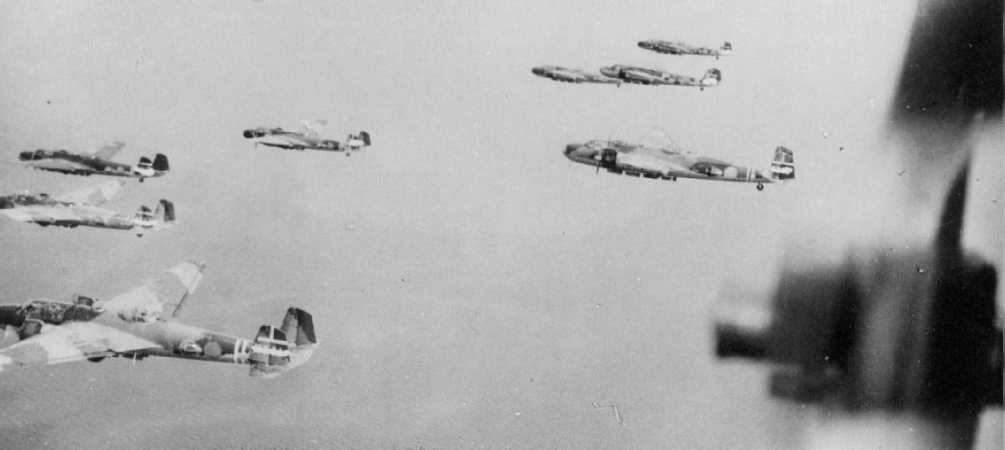
Formation de G3M.

Au coucher du soleil, alors que la TF 18 faisait route vers le nord-ouest à 43 milles marins (80 km) au nord de l'île de Rennell et 140 milles marins (260 km)) au sud de Guadalcanal, plusieurs navires de Giffen détectèrent des avions non identifiés sur leur radar à 52 milles marins (97 km) à l'ouest de leur formation. Ayant insisté pour garder le silence radio absolu, Giffen ne donna pas d'ordres sur ce qu'il fallait faire avec ces contacts radars non identifiés, d'ailleurs il ne donna aucun ordre du tout. Avec le coucher du soleil, la patrouille de combat aérien (PAC) de la TF 18 provenant des deux porte-avions d'escorte retourna à ses navires pour la nuit, laissant ceux de Giffen sans couverture aérienne.
Les contacts radar étaient en fait les 31 bombardiers torpilleurs japonais en approche qui virèrent au sud de la TF 18 afin de pouvoir attaquer par l'est, avec le fond noir du ciel derrière eux. En arrivant de cette direction, les bombardiers japonais étaient cachés par le ciel nocturne, tandis que les silhouettes des navires de Giffen se découpaient sur le crépuscule à l'horizon occidental. Les appareils du 705AG attaquèrent en premier à partir de 19h19. Les torpilles des bombardiers de Nakamura manquèrent toutes leurs cibles et l'un des appareils fut abattu par la DCA des navires de Giffen.
Estimant que l'attaque était terminée, Giffen ordonna à ses navires de cesser de naviguer en zigzags et de continuer en direction de Guadalcanal en gardant le même cap et à la même vitesse. Dans le même temps, un avion de reconnaissance japonais commença à larguer des fusées éclairantes pour marquer le cap et la vitesse de la TF 18 pour guider l'attaque imminente des bombardiers de Hagai.
À 19h38, le 701AG passa à l'attaque, touchant le Chicago avec deux torpilles, lui causant de lourds dégâts et le forçant à s’arrêter.Une autre torpille frappa le Wichita mais n'explosa pas. Deux bombardiers furent abattus par des tirs anti-aériens, dont celui de Hagai, qui fut tué. À 20h08, Giffen ordonna à ses navires d'inverser leur route, de réduire leur vitesse à 15 nœuds (soit 28 km/h) et de cesser le feu de leurs canons anti-aériens. L'absence de lueurs de tirs dissimula les navires aux vues des avions japonais, qui quittèrent tous la zone à 23 h 35. Dans l'obscurité, le Louisville réussit à prendre en remorque le Chicago paralysé, et se dirigea lentement vers le sud, loin du champ de bataille, escorté par le reste de la TF 18.

### Le 30 janvier
Halsey prit immédiatement des mesures afin de protéger le Chicago, avertissant les porte-avions d'escorte pour s'assurer qu'une patrouille de combat aérien soit en place dès l'aube, ordonnant à la Task Force de l'Enterprise de se rapprocher et de renforcer la patrouille de combat aérien des porte-avions d'escorte, et envoyant le remorqueur Navajo afin de relever le Louisville pour remorquage, ce qui fut réalisé à 8 h 0. Entre l'aube et 14 h 0, de nombreux avions de reconnaissance japonais approchèrent la TF 18. Bien qu'ils aient tous été chassés par la patrouille de combat aérien, ils purent toutefois observer et signaler la position du Chicago. À 12 h 15, une escadrille de 11 bombardiers Mitsubishi G4M type 1 du Groupe aérien 751 (751AG), basé à Kavieng et ravitaillé à Buka, se lança à l'attaque du croiseur américain endommagé. Un observateur côtier australien dans les îles Salomon mit en garde les forces américaines de l'approche des bombardiers, estimant leur arrivée pour 16 h 0. Cependant, Halsey ordonna aux autres croiseurs de quitter le Chicago et de rejoindre Efate dans les Nouvelles-Hébrides. Ils partirent à 15 h 0, laissant derrière eux six destroyers pour protéger le Chicago et le remorqueur USS Navajo (AT-64).
À 15 h 40, l'Enterprise se trouvait à 37 milles nautiques (69 km) du Chicago, avec dix de ses avions de chasse formant une patrouille de combat aérien au-dessus du croiseur endommagé. C'est à ce moment que quatre d'entre eux chassèrent et abattirent un bombardier de reconnaissance Type 1. À 15 h 54, le radar de l' Enterprise détecta les bombardiers en approche, et lança 10 avions de chasse supplémentaires. Les porte-avions d'escorte avaient cependant des difficultés pour faire décoller leurs avions, lesquels ne purent donc attaquer les bombardiers avant la fin de l'engagement.
Dans un premier temps, il apparut que les bombardiers japonais tentaient d'approcher et d'attaquer l'Enterprise, mais ils se tournèrent vers le Chicago après que six avions de chasse de l' Enterprise les eurent engagés. Quatre autres avions de chasse de la patrouille de combat aérien s'attaquèrent aux bombardiers du 751AG alors qu'ils entraient sous le feu antiaérien des destroyers protégeant le Chicago. Deux des bombardiers furent abattus avant de pouvoir larguer leurs torpilles. Six autres furent abattus quelques instants plus tard, mais pas avant d'avoir largué leurs torpilles.
Une torpille frappa la salle des machines avant du destroyer USS La Vallette (DD-448) de la classe Fletcher, tuant 22 membres de son équipage et causant de lourds dégâts. L'USS Chicago fut touché par quatre torpilles, une à l'avant du pont et trois autres dans ses salles des machines. Son commandant, le captain Davis, ordonna immédiatement d'abandonner le navire. Le croiseur coula, par l'arrière, 20 minutes plus tard. L'USS Navajo et les destroyers sauvèrent 1 049 survivants, mais 62 membres de son équipage étaient morts. Une dernière vague de bombardiers japonais ne réussit pas à trouver les navires américains restants. L'USS Navajo remorqua finalement l'USS La Vallette et tous les navires de la TF 18 regagnèrent Espiritu Santo sans autre incident.

### Conséquences
Les Japonais donnèrent un large écho aux résultats de la mission, affirmant avoir coulé un cuirassé et trois croiseurs. Les Américains essayèrent quant à eux de dissimuler la perte du Chicago au public pendant un certain temps, l'amiral Chester Nimitz menaçant de "flinguer" celui de ses subordonnés qui divulguerait la perte du croiseur à la presse. Halsey et Nimitz blâmèrent Giffen pour la défaite et cela fut retranscrit sur le rapport de performance officielle de Giffen pour cette période. La défaite et les récriminations n'eurent pas d'incidence sur la carrière de Giffen. Il continua à commander des groupes des cuirassés et de croiseurs alliés dans le Pacifique jusqu'en 1944, et fut ensuite promu au grade de vice-amiral.
Les avions japonais ayant été engagés dans les combats avec la TF 18, les navires de transport alliés purent remplir leur mission de relève des Marines sur Guadalcanal durant les deux derniers jours du mois de janvier 1943. Pendant ce temps, les autres groupes de force opérationnelle alliés, y compris les deux groupes aéronavals de la flotte, prirent position en mer de Corail, en prévision d'une offensive japonaise que les Alliés prévoyaient au sud des îles Salomon.
Cependant, en réalité les Japonais achevèrent l'évacuation secrète du restant de leurs forces de Guadalcanal (Operation Ke) en trois nuits entre le 2 et le 7 février 1943. La TF 18 ayant été forcée de battre en retraite, très peu de forces navales alliées se trouvaient à proximité immédiate de Guadalcanal, ce qui permit aux Japonais de mener à bien leur opération d'évacuation de la plupart de leurs forces terrestres restantes. Les Alliés ne se rendirent compte de l'évacuation qu'une fois celle-ci terminée. S'appuyant sur leur succès de la conquête de Guadalcanal, les Alliés continuèrent leur campagne dans les îles Salomon jusqu'à son aboutissement.

## Sources
- (en) Cet article est partiellement ou en totalité issu de l’article de Wikipédia en anglais intitulé « Battle of Rennell Island » (voir la liste des auteurs).

### ouvrages
- (en) Samuel Eliot Morison, History of United States Naval Operations in World War II, vol. 5 : The Struggle for Guadalcanal, August 1942 – February 1943, University of Illinois Press, 28 juin 2001 (réimpr. 1977) (1re éd. 1949), 456 p. (ISBN 0-252-06996-X et 978-0-252-06996-3, présentation en ligne)